# Francis S. Collins
Francis S. Collins (Staunton, Virginia, 1950. április 14. –) amerikai orvos-genetikus, aki felfedezte a számos betegséggel összefüggésbe hozható géneket, és vezette a Humángenom-projektet.
A Michigani Egyetemen dolgozott. Beválasztották az Institute of Medicine és a National Academy of Sciences tagjai közé, valamint megkapta az Elnöki Szabadság-érdemrendet és a Nemzeti Tudományos Érmet. A Nemzeti Humán Genomkutató Intézet (National Human Genome Research Institute, NHGRI) igazgatójaként vezette a Humángenom-projektet és más genomkutatási kezdeményezéseket. A National Institutes of Health (NIH) igazgatója volt 2009–2021 között.
Collins számos tudományos, orvosi és vallási témájú könyvet is írt, köztük a New York Times bestsellerét: The Language of God: A Scientist Presents Evidence for Belief (Isten ábécéje. Egy tudós érvei a hit mellett). Miután távozott az NHGRI igazgatói posztjáról, és mielőtt az NIH igazgatója lett volna, megalapította és elnökként szolgálta a BioLogos Alapítványt, amely a tudomány és a vallás kapcsolatáról szóló diskurzust segíti elő, és azt a szemléletet képviseli, hogy a kereszténységbe vetett hit összeegyeztethető az evolúció és a tudomány elfogadásával, különösen azon az elképzelésen keresztül, hogy a Teremtő az evolúció folyamatain keresztül hozta létre a tervét.
Collins vallásos családban nőtt fel, szüleit névleges kereszténynek tartotta, s ő maga egyetemi évei alatt magát ateistának tartotta. Később C. S. Lewis írásai nyomán megismerkedett az Isten ellen és mellett szóló bizonyítékokkal, mely arra késztette, hogy vizsgálja felül addigi Istenről alkotott nézeteit. Végül megtért, és komoly evangéliumi keresztény lett belőle.[forrás?]

## Magyarul megjelent művei
- Isten ábécéje. Egy tudós érvei a hit mellett; ford. Molnár Csaba; Akadémiai, Budapest, 2018

## Fordítás
Ez a szócikk részben vagy egészben  a   Francis Collins című angol Wikipédia-szócikk ezen változatának fordításán alapul.  Az eredeti cikk szerkesztőit annak laptörténete sorolja fel. Ez a jelzés csupán a megfogalmazás eredetét és a szerzői jogokat jelzi, nem szolgál a cikkben szereplő információk forrásmegjelöléseként.